# Eulophomorpha
Eulophomorpha är ett släkte av steklar. Eulophomorpha ingår i familjen finglanssteklar.
Kladogram enligt Catalogue of Life:
| Eulophomorpha | \| \| Eulophomorpha clubiona \| \| \| \| \| \| Eulophomorpha flavicornis \| \| \| \| |
|               | \| \| Eulophomorpha clubiona \| \| \| \| \| \| Eulophomorpha flavicornis \| \| \| \| |
|               | Eulophomorpha clubiona                                                               |
|               |                                                                                      |
|               | Eulophomorpha flavicornis                                                            |
|               |                                                                                      |